# Tadeusz Kociełł
Tadeusz Kociełł herbu Pelikan (ur. 7 lipca 1736, zm. 5 lutego 1799) – starosta oszmiański w 1772 roku, starosta markowski w 1764 roku, pułkownik kawalerii narodowej, generał major wojsk litewskich
Elektor Stanisława Augusta Poniatowskiego z powiatu oszmiańskiego w 1764 roku. Komisarz Komisji Porządkowej Cywilno-Wojskowej województwa wileńskiego powiatu oszmiańskiego repartycji oszmiańskiej w Oszmianie w 1790 roku
Syn starosty markowskiego Kazimierza Kociełła i Barbary z Chomińskich II v. za kasztelanem inflanckim Janem Niemirowiczem-Szczyttem. Brat przyrodni pisarza skarbowego litewskiego Justyniana Niemirowicza-Szczytta.
Poślubił Annę Tyszkiewicz, córkę pisarza wielkiego litewskiego Józefa Benedykta Tyszkiewicza i Teresy z Niemirowiczów-Szczyttów (córki kasztelana smoleńskiego Krzysztofa Benedykta Niemirowicza-Szczytta).
Miał z Anną troje dzieci: Józefa (płk., powstańca kościuszkowskiego), Michała Kazimierza (gen., powstańca kościuszkowskiego) i Barbarę za Andrzejem Abramowiczem.